# Марко Тодоровић (уметник)
Марко Тодоровић (Сплит, 1. март 1975), српски је мултидисциплинарни уметник и глобални пионир у обликовању мешовите стварности.

## Биографија
Студирао је Факултет драмских уметности у Београду. Почетком новог миленијумa, паралелно са ангажманима у области модне и комерцијалне фотографије, учествује у различитим уметничким пројектима. У периоду између 2003. и 2005. године креира и издаје авангардни магазин Асфалт. Као фотограф, дизајнер и редитељ сарађује са најзначајнијим рекламним агенцијама. Аутор је бројних визуелних решења за огласе и рекламне кампање највећих локалних и глобалних брендова.
2008 године оснива продукцијску кућу LiveViewStudio, специјализовану за уметничко стваралаштво, интерактивни дизајн и визуелну комуникацију.
Реализује бројне ауторске пројекте у оквиру којих, кроз спој уметности и технологије, обликује и интегрише дигиталне мултимедијалне садржаје са објектима у физичкој стварности.
2010. године креира streetartlove.rs, прву књигу обогаћену у проширеној стварности. Аутор је више интернационалних пројеката у оквиру којих је експериментално развијао и обликовао садржај за мешовиту стварност.
За институције културе у Србији креирао је значајне изложбе као што су “Пупин / од физичке до духовне реалности” у Историјском музеју Србије, 2015. године , “Духовно и културно благо манастира Студеница / древност, постојаност, савременост” у Галерији САНУ, 2019. године      ...
Као члан ауторског тима реализовао је поставку “Бесконачност структуре” која је представљала Републику Србију на Тријеналу у Милану 2022. године. 
Аутор је и покретач пројекта Холоград, мреже мултимедијалних садржаја интегрисаних на границама физичког и дигиталног света.